# El Porvenir, Acatlán de Pérez Figueroa
El Porvenir är en ort i Mexiko.   Den ligger i kommunen Acatlán de Pérez Figueroa och delstaten Oaxaca, i den sydöstra delen av landet, 300 km öster om huvudstaden Mexico City. El Porvenir ligger 115 meter över havet och antalet invånare är 879.
Terrängen runt El Porvenir är huvudsakligen platt, men åt sydväst är den kuperad. Terrängen runt El Porvenir sluttar österut. Runt El Porvenir är det ganska tätbefolkat, med 65 invånare per kvadratkilometer. Närmaste större samhälle är Tetela, 2,0 km öster om El Porvenir. Omgivningarna runt El Porvenir är en mosaik av jordbruksmark och naturlig växtlighet.